# Ross Wallace
Ross Wallace (Dundee, 23 maggio 1985) è un ex calciatore scozzese, di ruolo centrocampista.

## Palmarès

### Club

#### Competizioni nazionali
- Campionato scozzese: 2

Celtic: 2003-2004, 2005-2006
- Coppa di Scozia: 2

Celtic: 2003-2004, 2004-2005
- Coppa di Lega scozzese: 1

Celtic: 2005-2006